# Cophocerotis costinotata
Cophocerotis costinotata är en fjärilsart som beskrevs av W. Warren 1905. Cophocerotis costinotata ingår i släktet Cophocerotis och familjen mätare. Inga underarter finns listade i Catalogue of Life.